# Volby v Lichtenštejnsku
Volby v Lichtenštejnsku jsou svobodné. Volí se pouze do jednokomorového Zemského sněmu, kde 25 poslanců zastává mandát na čtyřleté volební období. Zemský sněm navrhuje výkonný orgán, který kníže schvaluje na čtyřleté období.

## Dominantní politické strany
- Pokroková občanská strana v Lichtenštejnsku
- Vlastenecká unie
- Nezávislí
- Freie Liste
- Křesťanská sociální strana